# Roser
Roser Murillo Ribera (Canet de Mar, Barcelona, 9 de mayo de 1979) es una cantante de música pop y presentadora española.

## Carrera musical
Roser Murillo proviene de una familia vinculada al mundo del espectáculo y por eso desde muy joven entró en contacto con la música iniciando estudios de danza clásica, solfeo y canto. Ya en su adolescencia completó su formación artística con danza contemporánea y claqué. La cantante trabajó como modelo en sus comienzos. Llega a desfilar en la Pasarela Gaudí de Barcelona. Comenzó su carrera como cantante en varias orquestas de Cataluña. Roser, utilizó su paso por un programa de talento televisivo: Popstars: todo por un sueño en 2002, programa de Telecinco basado en el formato que había arrasado en países como Australia, Alemania, Italia o Francia. Llegó a ser finalista, pero renunció a ello para desarrollar su carrera como solista.
"No vuelvas/ Don't Come back" fue su primer sencillo de presentación. El tema se incluyó en su álbum debut "Desperté" (2003), disco que fue producido por Francesc Pellicer (responsable de algunos trabajos de Raúl, Paulina Rubio o Christian Castro y que ha realizado remezclas para Christina Aguilera o Patricia Manterola, entre otros). La canción era pop dance de corte internacional con pinceladas latinas. "Quiero besarte" fue su segundo veraniego sencillo. El tema fue durante todo el verano la sintonía del programa de TVE, "Corazón de verano". La canción se convierte en uno de los mayores éxitos comerciales de la cantante hasta la fecha. "El dolor de tu presencia", una balada de estilo estadounidense fue su tercer sencillo. Posteriormente se lanzó una reedición del álbum titulada "Desperté Edición Especial" en otoño de ese año.
"Fuego" fue su segundo disco. Producido de nuevo por Francesc Pellicer, está formado por trece temas. Ritmos como el reguetón, bautizado por la propia Roser como euroreggaeton. Éxitos como "Fuego" o "La trampa" junto a guiños a la música electrónica de los 80 y de los primeros 90 se combinaron con temas pop dance internacionales y comerciales. El primer sencillo "Fuego", combinó la furia latina del ritmo del reguetón con la electrónica de corte más europeo. Su segundo sencillo fue "Boca a boca". En el videoclip del mismo participó Jesús Vázquez, presentador del programa que la lanzó a la fama. Tras éste sencillo llegó "La trampa". Tiempo después la cantante se embarcó en un intenso tour veraniego. Concluido el recorrido del álbum, se lanzó una edición en catalán que incluyó dos temas más: "Foc" y la versión que realizó para el Himne del Barça. Participó musicalmente en la película "Hermano Oso" de Walt Disney con la canción "Espíritus".
En 2005 Roser presentó el programa "Sexe Savi" en 8tv mientras preparaba su siguiente proyecto discográfico. En ese periodo colaboró también en distintos programas televisivos como "TNT" en Telecinco. También realizó un anuncio de tele-promoción. Ese mismo año su discográfica, Warner music, le propuso grabar un disco en homenaje a la conocida Raffaella Carrá. Fue así como en junio de 2006 llegaría "Rafaella", producido por Miguel Ángel Collado. El sencillo de presentación fue "Rumore", una versión que se inclinó hacia el Pop Rock con toques electrónicos. Volviendo a la televisión, en 2006 presentó junto al cantante Àlex Casademunt (OT1), el programa "Cantamania" en TV3 y participó como cantante en otros programas especiales de la cadena, entre ellos el de Fin de Año 2007, en el que cantó dos canciones, una de las cuales junto al cantante Marcos Llunas. También participó como invitada en el programa de Cuatro "El sexómetro".
El cuarto disco de Roser se tituló Clandestino y se publicó en enero de 2010. Producido por Raúl Nácher (Soniart Producciones). Regresó a la línea y progresión de sus dos primeros proyectos. Probó nuevos estilos y fusionó ritmos. El primer sencillo "La bestia" fue un tema swing-pop, salió a la venta en septiembre de 2009 por Itunes. El videoclip del tema cuenta con la participación del presentador Javier Sardá. El segundo sencillo fue un dueto junto al cantante barcelonés Flavio Rodríguez titulado "Solo en ti". La canción con estilo R&B y Hip hop. "El sonido de mi gente" fue su siguiente sencillo y n.º 1 de Latino FM del 28 de enero al 3 de febrero de 2012. El videoclip contó con las colaboraciones del reportero Torito, del periodista José María Íñigo, de los sobrinos de Santiago Segura (Bigote y Dientes), del actor Óscar Reyes y de bailarines del concurso Fama, ¡a bailar!. El video estuvo patrocinado por el portal BuyTheFace y contó con la participación de Warner Music. 
Tras cuatro discos y más de 200 conciertos ofrecidos la cantante ejerció de jurado en el talent-show de TVE-1 "Uno de los nuestros" producido por Gestmusic y presentado por Carlos Latre. En 2015 fue jurado de "Encantats" en 8tv y colaboró en otro espacio de la misma cadena de televisión. En 2016 presenta tras varios años de silencio discográfico un nuevo sencillo titulado "Héroe". En 2017 participa como concursante en el nuevo programa Me lo dices o me lo cantas de Telecinco. Ese mismo año actúa en el World Pride de Madrid, en la semifinal de la SuperCopa ACB. En verano presenta el sencillo "Gitano" con fusiones de flamenco.

## Discografía
Álbumes de estudio
| Fecha de lanzamiento | Álbum       | Discográfica | Posición en lista | Certificación |
| Fecha de lanzamiento | Álbum       | Discográfica | España            | Certificación |
| -------------------- | ----------- | ------------ | ----------------- | ------------- |
| 17 de abril de 2003  | Desperté    | Warner Music | 39                |               |
| 25 de mayo de 2004   | Fuego       | Warner Music | 32                |               |
| 23 de mayo de 2006   | Raffaella   | Warner Music | 71                |               |
| 22 de enero de 2010  | Clandestino | Warner Music | 96                |               |

Sencillos digitales
- 2003: Himne del Barça
- 2003: Espíritus (Hermano oso BSO)
- 2016: Héroe
- 2016: Libre
- 2017: Gitano
- 2018: Divas Disco

Sencillos digitales
- 2020: We Represent de Bellepop

### Singles y videoclips
- No vuelvas (2003)
- Don't come back (2003)
- Quiero besarte (2003)
- Kiss me (2003)
- Dueña de mi corazón (2003)
- Foc (Versión en catalán, 2004)
- Fuego (2004)
- Boca a boca (2004)
- La trampa (2004)
- Rumore (2006)
- La bèstia (Versión en catalán, 2009)
- La bestia (2009)
- Solo en ti (2010)
- Només en tu (2010)
- El sonido de mi gente (2011)
- Héroe (2016)
- Hero (2016)
- Libre (2016)
- Gitano (2017)
- Divas Disco (2018)
- We represent, de Bellepop (2020)
- Guerreras del Olimpo (2024)

### Giras
- 2003: Gira Desperté (45 conciertos)
- 2004-2005: Gira Fuego (73 conciertos)
- 2006-2008: Gira Raffaella (51 conciertos)
- 2010-2013: Gira Clandestino (45 conciertos)
- 2018-presente: Diva's Disco

## Televisión

### Jurado
- 2006: ¿Cantas o qué? (Antena3)[5]
- 2013: Uno de los nuestros (TVE)[6]
- 2015: Encantats (8TV)

### Presentadora
- 2005: Sexe Savi (City Tv)
- 2006: Cantamania (TV3)[7]
- 2017: Ru D Noche (Libertad FM)

### Colaboradora
- 2005 - 2006: TNT (Telecinco)
- 2007: El sexometro (Cuatro)
- 2015: El trencadís (8TV)

### Concursante
- 2002: Popstars (Telecinco)
- 2008: Al pie de la letra (Antena 3 TV)
- 2008: Sis a traïció (TV3)[8]
- 2013: La Partida de TV3 (TV3)
- 2017: Me lo dices o me lo cantas (Telecinco)[9]

#### Participación especial
- 2006: Gala FAO: Mira quién baila (TVE)
- 2006: Entre línies (TV3)
- 2007: Mania (TV3)[10]
- 2018: Tu Cara Me Suena (Antena 3)

### Artista invitada
Intervenciones destacadas:
- 2002: Esta es mi historia (TVE)
- 2003: El diario de Patricia. Programa 500 (Antena 3 TV)
- 2004: Pasapalabra (Antena 3 TV)
- 2006: Empieza el espectáculo (TVE)
- 2006: Soy el que más sabe de televisión del mundo (Antena 3 TV)
- 2006: Gala de 50 años de TVE (TVE)